# 111-121

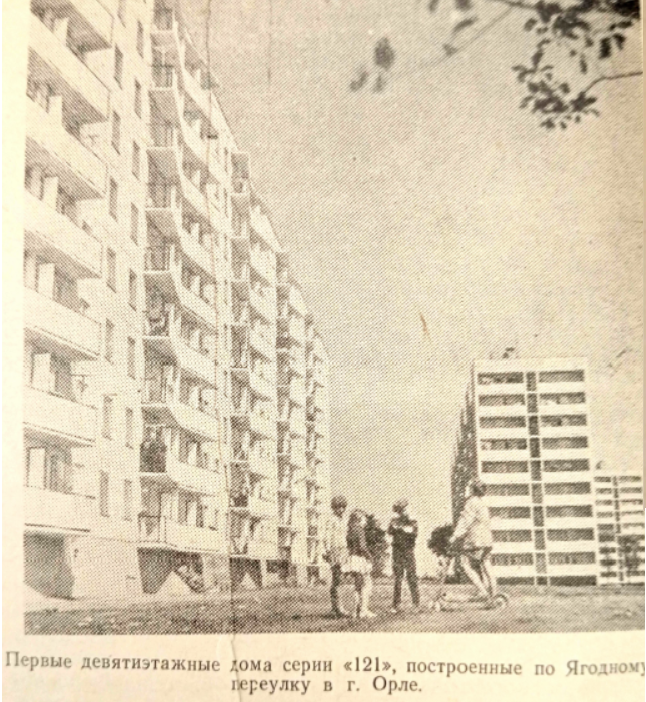
Первый в СССР 9-этажный дом серии 121, возведённый в 1972 г. в переулке Ягодном 290 квартала города Орла

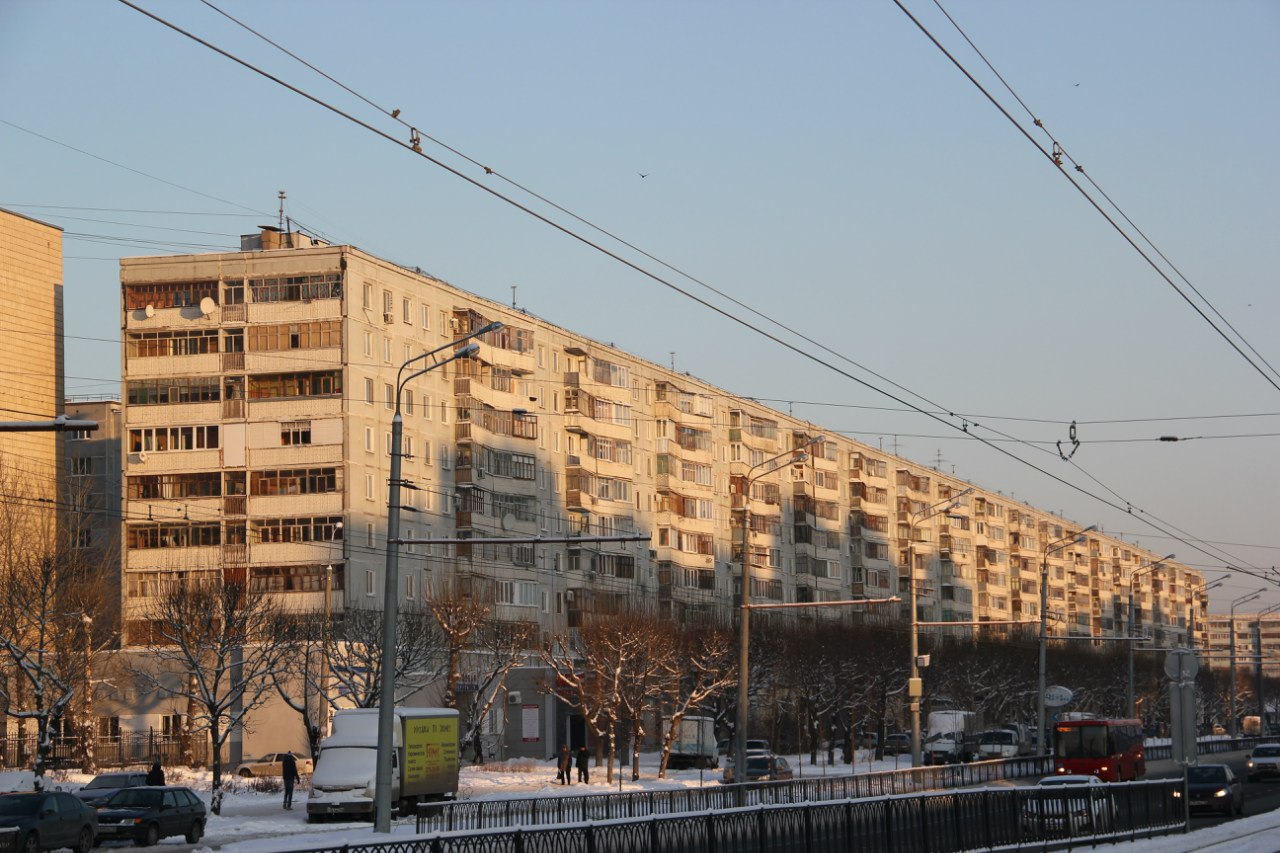
Длинный 9-этажный дом серии 121 в Казани по адресу проспект Ямашева, 54

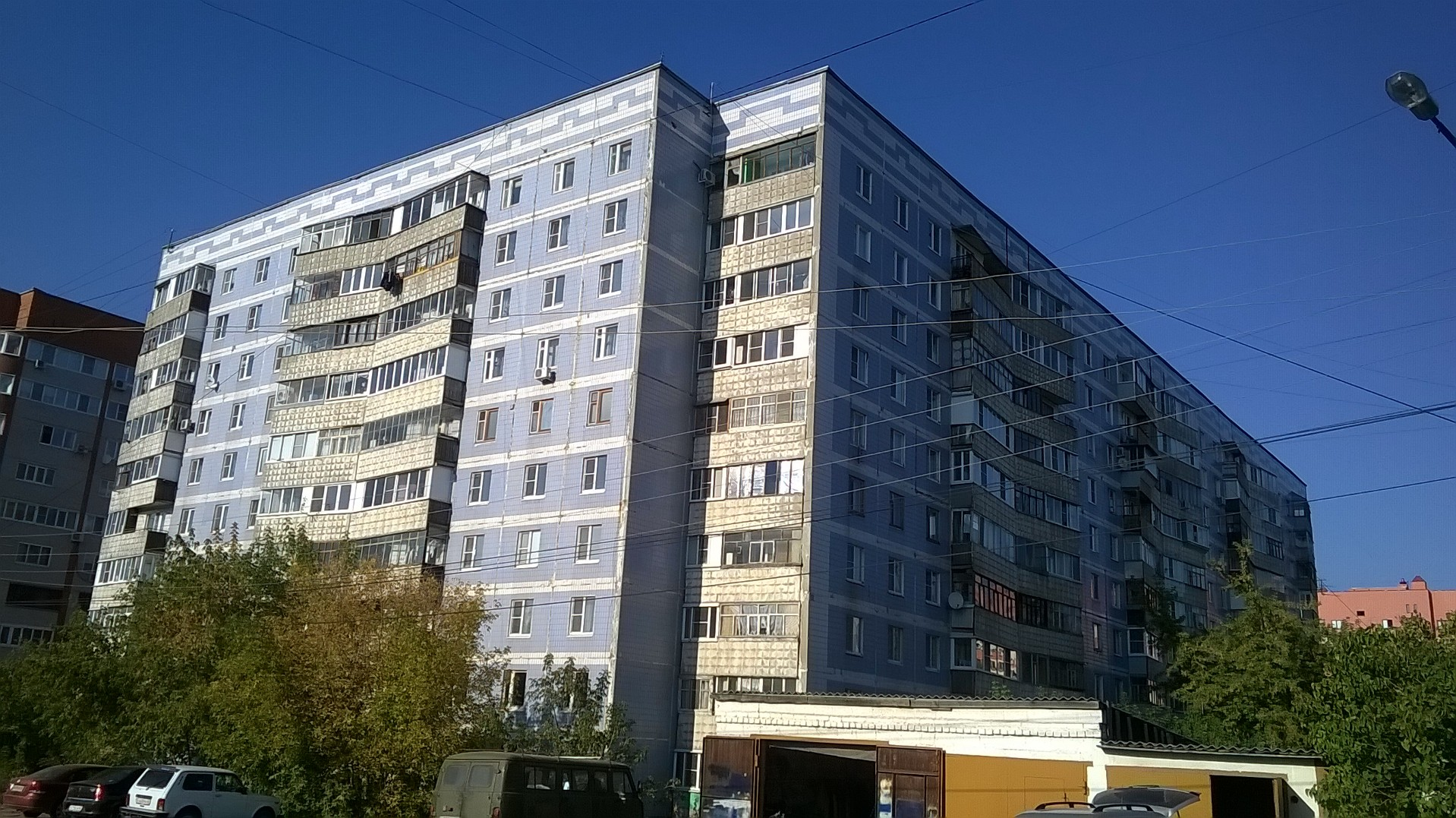
Рязань, 10-этажный дом серии 121 с угловой секцией

111-121 — серия крупнопанельных многосекционных жилых домов индустриального домостроения. Разработка проектов жилых домов серии 121 была начата Центральным научно-исследовательским и проектным институтом жилых и общественных зданий (ЦНИИЭП жилища) в 1968 году, а первый экспериментальный пятиэтажный дом серии 121 был построен Воскресенским ДСК треста крупнопанельного домостроения Главмособлстроя в Воскресенске в 1970 году.
Первый экспериментальный девятиэтажный дом серии 121 был построен Орловским домостроительным комбинатом (ныне ОАО "Орёлстройиндустрия") Треста Орёлстрой в переулке Ягодном 290-го квартала города Орла в 1972 году. 
Серия 111-121 была разработана в качестве аналога серии 111-90 и во многом схожа с ней планировками квартир. Серия 111-90 использовала новые строительные конструкции и требовала полной замены оснастки домостроительных комбинатов, которые выпускали наиболее массовую хрущёвку серии 1-464. Конструкции серии 111-121 в основном унифицированы с 1-464Д, что упрощало переход на новую серию. Первые пятиэтажные дома серии 121 носили индекс 1-464М.
Дома серии 121 широко представлены в Подмосковье, Нижнем Новгороде, Костроме, Пскове, Казани, Твери, Тольятти, Тюмени, Орле, Оренбурге, Ленинградской области, Великих Луках, Ростове-на-Дону и многих других городах и посёлках.
Тольяттинская модификация 121Т, помимо Тольятти, получила широкое применение в городах при АЭС, таких как Припять, Южноукраинск, Курчатов, Кузнецовск. 
Также существует модификация 121К, разработанная для строительства в Тверской области. Помимо городов Тверской области, эти дома встречаются и в Московской области.
В составе серии запроектированы как стандартные многоквартирные блок-секции (рядовые, торцевые, поворотные и угловые со внутренними или внешними углами поворота в 135° или 90°), так и блок-секции с квартирами для малосемейных (типовой проект 121-066), общежития для рабочих и служащих, дома усадебного типа на одну (типовой проект 181-121-88/1.2) или две квартиры (типовой проект 181-121-104.84). Положение блок-секций в застройке различно, так же, как и вариантность планировочного решения первых этажей (с колясочной, помещением электрощитовой, сквозным проездом или проходом и т. п.).
Наибольшее распространение получили следующие типовые проекты серии:
| Шифр проекта | Описание |
| ------------ | --- |
| 111-121-1    | Пятиэтажный шестисекционный жилой дом на 90 квартир |
| 111-121-2    | Пятиэтажный четырёхсекционный жилой дом на 60 квартир |
| 111-121-8    | Трёхэтажный трёхсекционный жилой дом на 27 квартир |
| 121-013      | Блок-секция 5-этажная рядовая на 30 квартир. Состав квартир на типовом этаже 1Б-2Б-3Б-2Б-2Б-2Б                                                           |
| 121-014      | Блок-секция 9-этажная рядовая на 36 квартир. Состав квартир на типовом этаже 3Б-2Б-1Б-3Б                                                                 |
| 121-016      | Блок-секция 9-этажная торцевая левая на 36 квартир. Состав квартир на типовом этаже 2Б-2Б-2Б-3Б                                                          |
| 121-017      | Блок-секция 9-этажная торцевая правая на 36 квартир. Состав квартир на типовом этаже 2Б-2Б-2Б-3Б                                                         |
| 121-041      | Блок-секция 9-этажная торцевая левая на 36 квартир. Состав квартир на типовом этаже 2Б-2Б-2Б-3Б                                                          |
| 121-042      | Блок-секция 9-этажная торцевая правая на 36 квартир. Состав квартир на типовом этаже 2Б-2Б-2Б-3Б                                                         |
| 121-043      | Блок-секция 9-этажная рядовая на 36 квартир. Состав квартир на типовом этаже 3Б-2Б-1Б-3Б                                                                 |
| 121-047      | Блок-секция 9-этажная поворотная со внутренним углом поворота в 135° на 54 квартиры. Состав квартир на типовом этаже 3Б-2Б-4Б-4Б-2Б-3Б                   |
| 121-048      | Блок-секция 9-этажная поворотная со внешним углом поворота в 135° на 54 квартиры. Состав квартир на типовом этаже 3Б-2Б-4Б-4Б-2Б-3Б                      |
| 121-064      | Блок-секция 9-этажная рядовая с проездом на 68 квартир. Состав квартир на типовом этаже 3Б-2Б-1Б-3Б-3Б-2Б-1Б-3Б, на первом этаже 3Б-2Б-1Б-1Б-1Б-2Б-1Б-3Б |
| 121-065      | Блок-секция 9-этажная угловая под углом 90° на 27 квартир. Состав квартир на типовом этаже 3Б-4Б-3Б                                                      |

Планировочные решения зданий серии 121 обеспечиваются продольными и поперечными несущими стенами, с «малым» шагом поперечных несущих стен в 260 и 320 см и пролётами в 576 см. Наружные стены — железобетонные панели толщиной 250, 300, 350, 400 мм (в зависимости от региона строительства). Внутренние стены — железобетонные панели толщиной 120, 140 и 160 мм. Перегородки — железобетонные панели толщиной 60 мм. Перекрытия — сплошные железобетонные плиты, с опиранием по контуру, толщиной 100 и 160 мм. Высота помещений в «чистоте» — 251 см.
Квартиры оснащены центральным отоплением, холодным водоснабжением и канализацией, газовой кухонной плитой (при отсутствии газификации — электрической). Санузел в многокомнатных квартирах раздельный, ванная комната оборудована поперечно расположенной ванной длиной 170 см и местом для установки стиральной машины. Пятиэтажные модификации серии 111-121 часто оснащены газовыми колонками, расположенными на кухне. В двухсторонних квартирах кухня не граничит с санузлом, подача горячей воды в ванную комнату осуществляется по трубе, проходящей под потолком прихожей. В девятиэтажных блок-секциях имеется один пассажирский лифт и мусоропровод с приёмными клапанами на межэтажных лестничных площадках через этаж.
В последнее время дома 121-й серии активно строятся в Петербурге силами Гатчинского ДСК, который освоил 16-этажную модификацию данной серии.

## Электропроводка

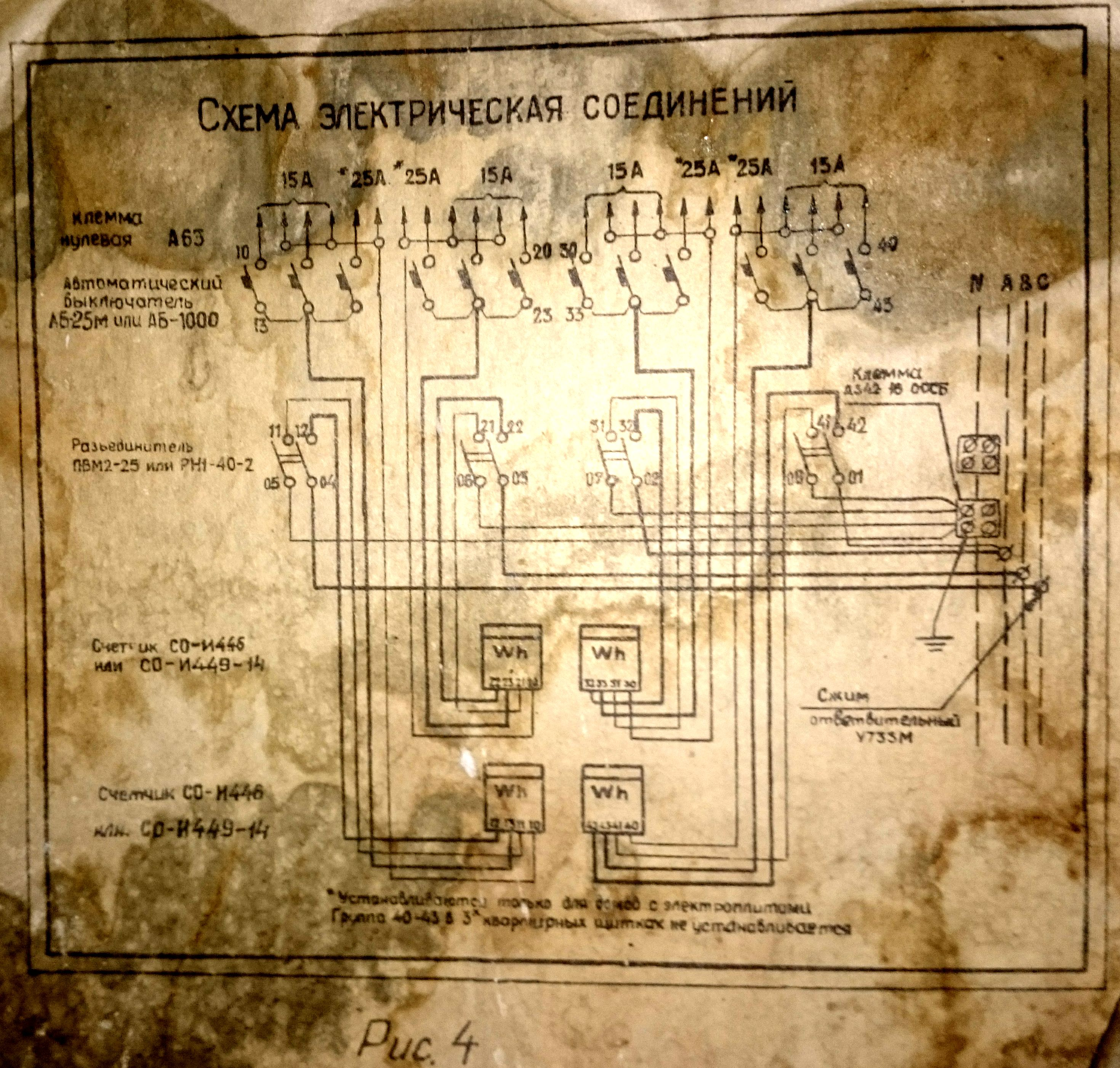
Схема электрическая соединений в этажном распределительном щите проекта 111-121-2

В двухкомнатных правых квартирах с газовой плитой к автоматическому выключателю 25А подключён блок розеток кухни на металлической пластине (одна из которых имеет стандартный для бытовых розеток вид, а вторая имеет вид 3х фазной розетки для подключения электрической плиты). К первому 15А автоматическому выключателю подключено освещение кухни, зала, большого коридора, а также розетки зала. Ко второму 15А автоматическому выключателю подключено освещение и розетки малого коридора, спальни и освещение туалета с ванной комнатой.
Блок розеток кухни имеет защитное заземление.

## Примечания

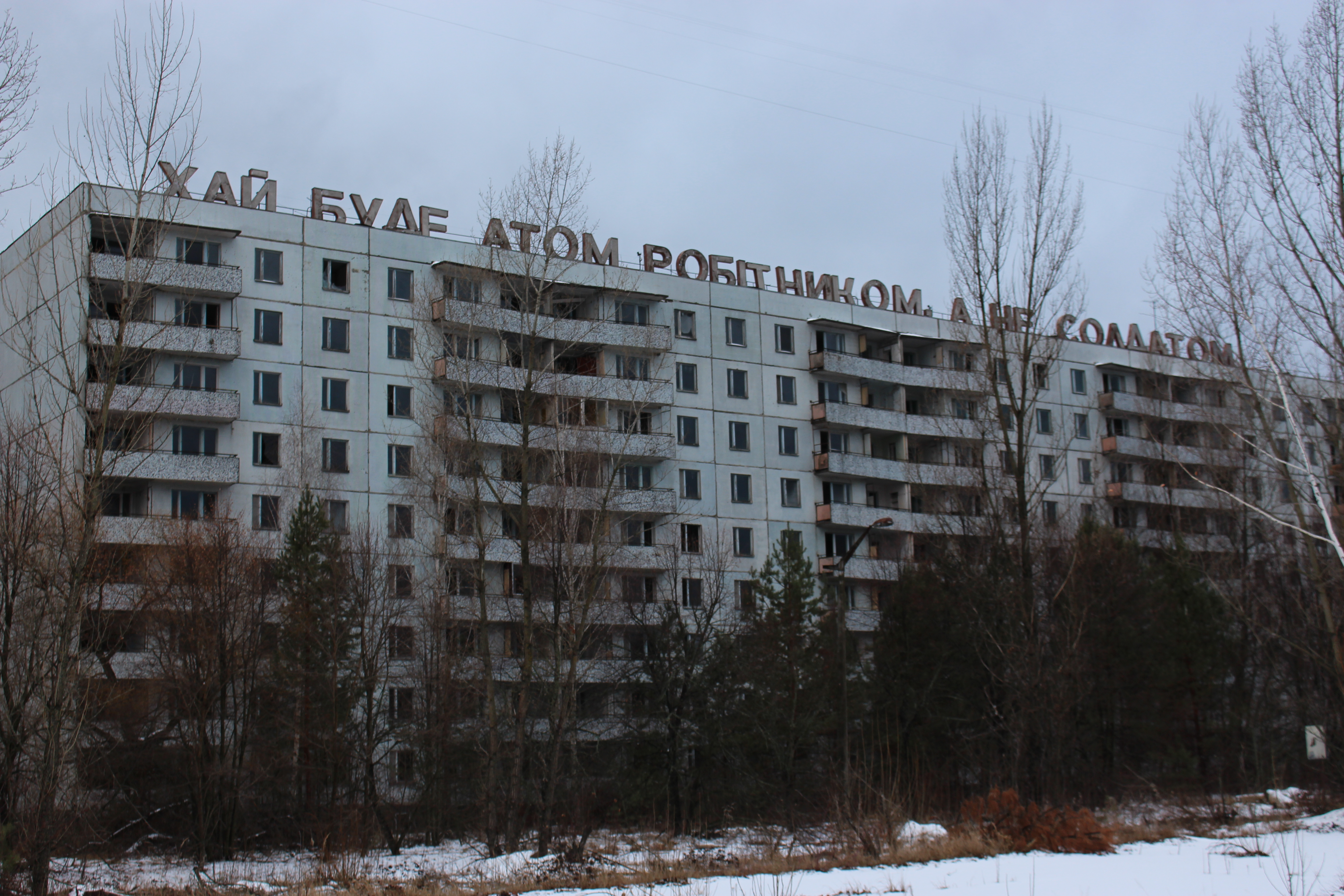
Вид дома серии 121 со стороны главного фасада, Припять